# Hotel Splendide
Hotel Splendide – komedia (groteska, satyra), horror w stylu gotyckim z 2000 roku.

## Obsada
- Daniel Craig – Ron Blanche
- Stephen Tompkinson – Desmond Blanche
- Toni Collette – Kath
- Hugh O'Conor – Stanley Smith
- Katrin Cartlidge – Cora Blanche
- Peter Vaughan – Morton Blanche
- Joerg Stadler – Siergiej Gorgonov
- Toby Jones – pomocnik kuchenny

## Opis fabuły
Hotel Splendide to nadmorski kurort leczniczy prowadzony przez rodzinę Blanche. Właścicielka hotelu zmarła przed rokiem, a kolejny właściciel, jej syn Desmond, nie wprowadził żadnych zmian w życie hotelu. W kuchni rządzi brat Desmonda, Ron. Zabiegi lecznicze przeprowadza ich siostra Cora. Dieta nielicznych gości hotelowych składa się z potraw rybnych. System ogrzewania napędzany jest odchodami gości hotelowych. Narratorem filmu jest młody pacjent, muzyk amator Stanley Smith, który marzy o odbyciu stosunku seksualnego. Nie może się wydostać z wyspy na której położony jest hotel, gdyż boi się wody.
Sytuacja zmienia się wraz z powrotem dawnej pracownicy Kath. Jest ona dawną kochanką Rona, a ich uczucie się odnawia. Kath wprowadza zmiany w hotelu, m.in. w menu zmarłej właścicielki. Cora zakochuje się w jednym z gości, Siergieju Gorgonovowi, który projektuje maszyny latające. Na domiar złego goście wytwarzają za dużo odchodów i system ogrzewania się przegrzewa. Zrozpaczona Cora popełnia samobójstwo, a hotel zaczyna bankrutować. W finale ogrzewanie wybucha, Desmond ginie w płomieniach, a goście hotelowi uciekają wraz z Ronem i Kath, z wyjątkiem Stanleya, który nadal boi się wody.

## Satyra
Film jest zrobiony w klimacie groteskowym, prześmiewającym styl gotycki. Postacie są blade i ubrane w zabawne stroje, cała atmosfera jest mroczna. Główną inspiracją dla filmu jest powieść i film Lśnienie (autor Stephen King, reżyser Stanley Kubrick). Pojawiają się także i motywy z innych produkcji, np. fanatyk próbujący budować maszynę latającą jest wzorowany na postaci profesora Waxflattera z filmu Młody Sherlock Holmes, w reżyserii Barry'ego Levinsona.